# Шаами-Юртовское сельское поселение
Шаами-Юртовское се́льское поселе́ние — муниципальное образование в Ачхой-Мартановском районе Чечни Российской Федерации.
Административный центр — село Шаами-Юрт.

## История
Статус и границы сельского поселения установлены Законом Чеченской Республики от 14 июля 2008 года № 40-РЗ «Об образовании муниципального образования Ачхой-Мартановский район и муниципальных образований, входящих в его состав, установлении их границ и наделении их соответствующим статусом муниципального района и сельского поселения».
- Территория Шаами-Юртовского сельского поселения, как и весь Ачхой-Мартановский район, имеет богатую историю, связанную с культурой и традициями чеченского народа.
- В советский период район активно развивался в сельскохозяйственном направлении.
- В годы военных конфликтов на территории Чеченской Республики (1990-е — начало 2000-х годов) поселение, как и весь регион, переживало сложные времена. После стабилизации обстановки началось восстановление инфраструктуры и экономики.

## Географическое положение
- Шаами-Юртовское сельское поселение находится в Ачхой-Мартановском районе Чеченской Республики.
- Район расположен в предгорной зоне Кавказа, что определяет его живописный ландшафт и умеренный климат.
- Ближайшие населённые пункты и районы: Ачхой-Мартан (административный центр района), Самашки, Центора-Юрт и другие.

## Население
| 2010  | 2012  | 2013  | 2014  | 2015  | 2016  | 2017  |
| ----- | ----- | ----- | ----- | ----- | ----- | ----- |
| 4018  | ↗4197 | ↗4340 | ↗4403 | ↗4484 | ↗4568 | ↗4646 |
| 2018  | 2019  | 2020  | 2021  | 2023  | 2024  |       |
| ↗4740 | ↗4841 | ↗4908 | ↗5213 | ↗5336 | ↗5419 |       |

## Состав сельского поселения
| № | Населённый пункт | Тип населённого пункта | Население |
| - | ---------------- | ---------------------- | --------- |
| 1 | Шаами-Юрт        | село                   | ↗5419     |